# Luis Vidal Corella
Luis Vidal Corella (València, 18 de febrer de 1900 - ibíd., 18 de novembre de 1959), és un fotògraf pertanyent a una saga familiar de fotògrafs valencians iniciada pel seu pare Martín Vidal Romero, qui va fundar a la ciutat de València, a la Plaça Sant Esteve 4, i més tard passaria al carrer Garrigues número 13, l'estudi fotogràfic familiar.

## Trajectòria professional
El pare de Luis, Martín Vidal Romero, ja era fotògraf de professió. En l'estudi familiar es feien treballs de tota classe, reportatges socials i esportius, retrats personals i familiars, fotografia comercial, corresponsalies (principalment per al Diario de Valencia), etc. Luis va ser el més destacat en el camp de la fotografia dels tres fills de Martín (Martín (1895-1976), Vicente (1905-1992), i el mateix Luis), els quals van ser reconeguts com a periodistes, fotògrafs i fins i tot com a artistes (Martín va ser també pintor, deixeble de Marià Benlliure; i Vicente va destacar també en el camp de la música).
Queda constància d'alguna de les seues primeres fotografies, aparegudes en la revista Crónica, el set de febrer de 1937. També va publicar material seu en articles d'altres revistes del grup Prensa Española, com a Mundo Gráfico.
Luis Vidal va treballar per al Diario de Valencia, que més tard es convertiria en El Mercantil Valenciano, i després de la Guerra Civil Espanyola passaria a ser Levante. Encara que també va treballar per ABC o La Vanguardia.
En temps de la Guerra Civil va exercir de fotoperiodista de guerra en els fronts propers a València. Entre els seus treballs destaquen les sèries sobre Terol i el encerclament del Santuari de Santa Maria del Cap. En plena guerra civil, l'any 1938, va ser nomenat Sotssecretari de la Secció Arts Plàstiques de l'Ateneu Popular Valencià, l'actual avui Ateneu Mercantil.
Després de la guerra va ser detingut i apartat de la professió. Finalment va obtindre treball com a reporter gràfic en el diari Levante, on va continuar fins a la seua defunció el 1959. És considerat un dels millors retratistes de la Guerra Civil i de la postguerra, encara que el seu treball és molt anterior, de fet, moltes de les seues fotografies s'han convertit en icones de la València del segle xx.

## Exposicions del seu treball i obra impresa
Al llarg de la seua vida, les abundants fotografies realitzades per Luis Vidal Corella, van anar constituint un llegat en el qual quedava constància gràfica de la història, tant d'Espanya com a país, com de la ciutat de València, de la qual va plasmar la forma de vida de la zona al llarg de tot el mig segle llarg de la seua existència. Molt del material gràfic ha estat comprat per l'Associació Cultural Institut Obrer de València –ACIO– i dipositades a la Biblioteca Nacional d'Espanya (a la Sala Goya).
Del treball s'han realitzat moltes exposicions, la gran majoria temàtiques i en companyia d'altres grans figures, espanyoles i estrangeres, de la fotografia. Entre elles destaquem:
- La Plaça de Bous de València: l'espai i els seus personatges. Produïda pel Museu Taurí de la Diputació de València; 2001-2002.[10][11]

- L'Institut Obrer de València, 1936-1939, del 3 al 24 d'octubre. Centre Social La Canyada, Ateneu Republicà de Paterna, València, 2008.[12]

- “Fotografies de Luis Vidal i Walter Reuter”, en la Societat Coral el Micalet, l'any 2006.[13]

- «València vista per Luis Vidal», edifici Veles i Vents de la Marina Real Juan Carlos I. 2013.[3]

- Ciutat devastada. 80 aniversari de la Batalla de Terol, en el Museu de Terol; del 20 de març a l'1 maig de 2018.[14][15][16]
- El Cabanyal 1900-1991. Fotografies de la família Vidal. Museu Valencià d'Etnologia; de febrer a maig del 2018.[17][18][4]

- «Història i Memòria-Família Vidal», exposició al Mercat central de València, sobre el mateix mercat. Maig de 2018.[19]

També s'ha utilitzat gran part del seu treball per documentar gràficament llibres temàtics, tant de fets històrics (com la guerra civil, la riuada de València del 57) com els que mostren la vida quotidiana de la ciutat de València en la primera meitat del segle xx. Entre ells destaquem:
- Cien años de historia gráfica de Valencia. Vicente Vidal Corella. Editorial: CAJA DE AHORROS DE VALENCIA, Valencia. 1980. ISBN 9788450034165
- Historia gráfica del fútbol valenciano. Vicente Vidal Corella – Jaime Hernández Perpiñá. Editor: CAJA DE AHORROS DE VALENCIA (1982). ISBN 978-8450054897
- Historia gráfica de las Fallas.Vicente Vidal Corella. CAJA DE AHORROS DE VALENCIA, Valencia, 1983. Fotografias: Desfilis - Finezas - Jose Penalba - Luis Vidal. ISBN 9788475800103

- La batalla de Teruel: Guerra total en España. David Alegre Lorenz. LA ESFERA DE LOS LIBROS, S.L. (20 de marzo de 2018). ISBN 978-8491642558
- Crónicas de fuego y nieve. Vicente Aupí. Ilustrador: Fotos de Robert Capa, Harry Randall, Walter Reuter, Kati Horna, Luis Vidal Corella, Henry Buckley. Editorial: Dobleuve Comunicación. L'Eixam. ISBN 978-8494412554.[20]

- El General Invierno en la Batalla de Teruel: El impacto de los crudos temporales de frío y nieve de 1937-38 en el episodio central de la Guerra Civil Española. Vicente Aupí Royo. Editor: Dobleuve Comunicación; Primera Edición (13 de mayo de 2015). ISBN 978-8494412509.[21]